# Saint-André-d’Hébertot
Saint-André-d’Hébertot ist eine französische Gemeinde mit 450 Einwohnern (Stand: 1. Januar 2022) des Départements Calvados in der Region Normandie. Administrativ ist sie dem Kanton Pont-l’Évêque und dem Arrondissement Lisieux zugeteilt. Die Einwohner werden Andrébertotois genannt.

## Geographie
Saint-André-d’Hébertot liegt etwa 30 Kilometer südsüdöstlich von Le Havre am Calonne in der Landschaft Pays d’Auge. Umgeben wird Saint-André-d’Hébertot von den Nachbargemeinden Saint-Benoît-d’Hébertot im Norden, Beuzeville im Nordosten, La Lande-Saint-Léger im Osten und Südosten, Bonneville-la-Louvet im Süden und Südosten, Les Authieux-sur-Calonne im Süden, Saint-Julien-sur-Calonne im Südwesten, Surville im Westen sowie Vieux-Bourg im Nordwesten.
Durch die Gemeinde führt die Autoroute A13.

## Bevölkerungsentwicklung
| Jahr                      | 1962 | 1968 | 1975 | 1982 | 1990 | 1999 | 2006 | 2013 |
| Einwohner                 | 330  | 301  | 257  | 244  | 292  | 390  | 450  | 460  |
| Quelle: Cassini und INSEE |      |      |      |      |      |      |      |      |

## Sehenswürdigkeiten
- Kirche Saint-André aus dem 11./12. Jahrhundert, Monument historique seit 1910
- früheres Priorat aus dem 12. Jahrhundert, umgebaut im 16./17. Jahrhundert, seit 1954 Monument historique
- Schloss Aguesseau aus dem 17./18. Jahrhundert, Fassade seit 1948, sonst seit 1961 Monument historique

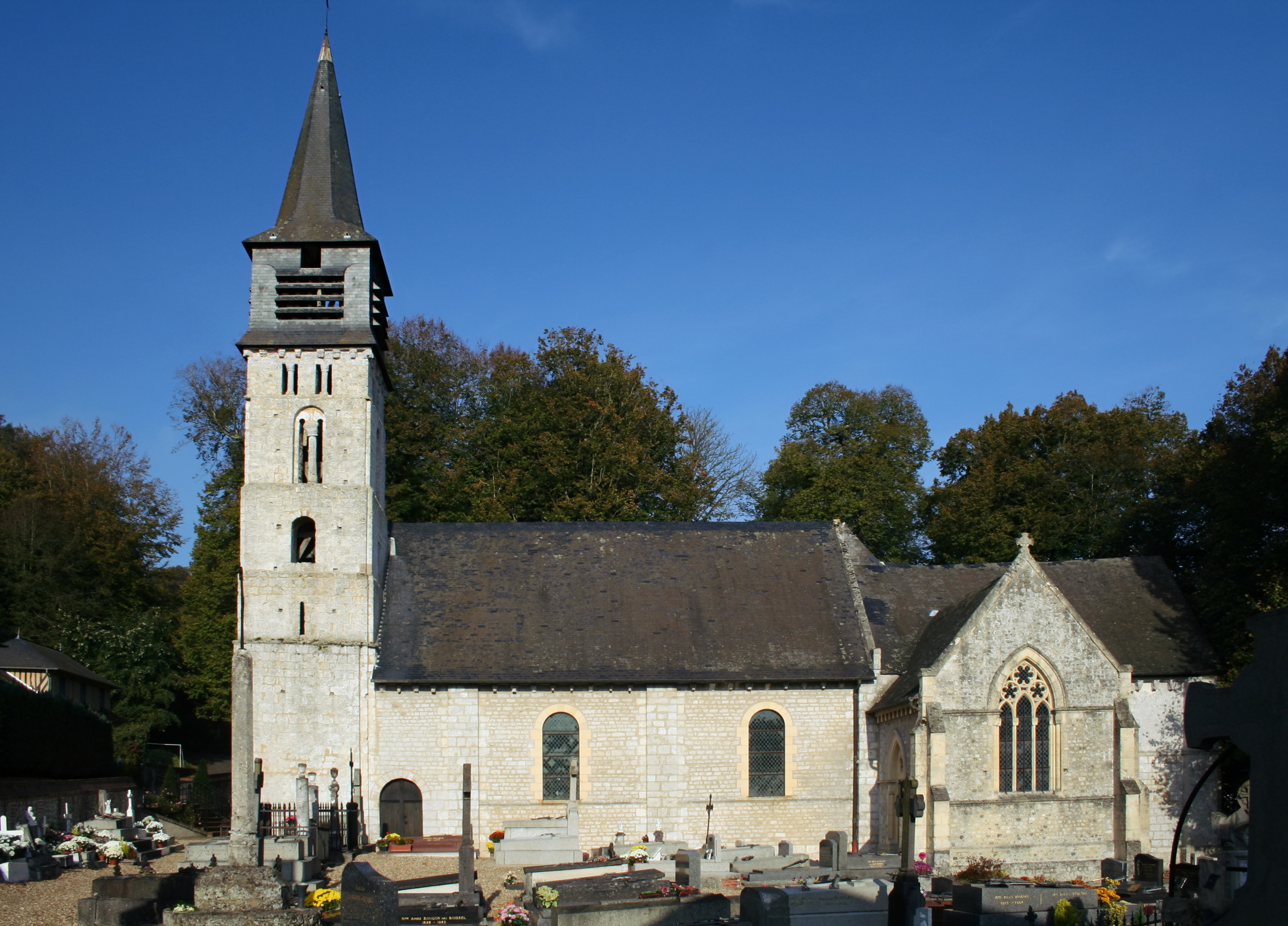
Kirche Saint-André

## Persönlichkeiten
- Louis-Nicolas Vauquelin (1763–1829), Apotheker und Chemiker